# Héctor Zordán
Héctor Luis Zordán MSSCC (ur. 30 listopada 1956 w Calchaquí) – argentyński duchowny katolicki, biskup Gualeguaychú od 2017.

## Życiorys

### Prezbiterat
Święcenia kapłańskie otrzymał 17 listopada 1984 w zgromadzeniu Misjonarzy Najświętszych Serc Jezusa i Maryi. Był m.in. proboszczem zakonnych parafii w San Roque i Buenos Aires, mistrzem nowicjatu, kierownikiem duszpasterstwa powołań oraz wiceprzewodniczącym Caritas archidiecezji Rosario.

### Episkopat
28 marca 2017 papież Franciszek mianował go biskupem ordynariuszem diecezji Gualeguaychú. Sakry udzielił mu 28 maja 2017 arcybiskup Jorge Eduardo Lozano.